# Correlazione incrociata
In teoria dei segnali la correlazione incrociata (detta anche correlazione mutua o cross-correlazione, dall'inglese cross-correlation) rappresenta la misura di similitudine di due segnali come funzione di uno spostamento o traslazione temporale applicata ad uno di essi.

## Definizione intuitiva
Considerando due segnali a valori reali {\displaystyle x} e {\displaystyle y} che differiscono solamente per uno spostamento sull'asse t, si può calcolare la correlazione incrociata per mostrare di quanto {\displaystyle y}  deve essere anticipato per renderlo identico ad {\displaystyle x}. La formula essenzialmente anticipa il segnale {\displaystyle y} lungo l'asse t, calcolando l'integrale del prodotto per ogni possibile valore dello spostamento. Quando i due segnali coincidono, il valore di {\displaystyle (x\star y)} è massimizzato, poiché quando le forme d'onda sono allineate, esse contribuiscono solo positivamente al computo dell'area.
Con segnali complessi {\displaystyle x} e {\displaystyle y}, prendere il coniugato di {\displaystyle x} assicura che le forme d'onda allineate con componenti immaginarie contribuiscano positivamente al computo dell'integrale.

## Definizione formale
Per due segnali di energia finita x ed y la correlazione incrociata è definita come:
{\displaystyle R_{xy}(t)=(x\star y)(t)\ {\stackrel {\mathrm {def} }{=}}\int _{-\infty }^{\infty }x^{*}(\tau )\ y(t+\tau )\,d\tau }
in cui x * denota il complesso coniugato di x.
Per due sequenze tempo-discreto, la correlazione incrociata è definita come:
{\displaystyle R_{xy}[n]=(x\star y)[n]\ {\stackrel {\mathrm {def} }{=}}\sum _{m=-\infty }^{\infty }x^{*}[m]\ y[n+m]}
Similmente, nel caso di segnali di potenza, si può scrivere:
{\displaystyle R_{xy}(t)=(x\star y)(t)\ {\stackrel {\mathrm {def} }{=}}\lim _{T\to \infty }{\frac {1}{T}}\int _{-{\frac {T}{2}}}^{\frac {T}{2}}x^{*}(\tau )\ y(t+\tau )\,d\tau }
e per sequenze di potenza:
{\displaystyle R_{xy}[n]=(x\star y)[n]\ {\stackrel {\mathrm {def} }{=}}\lim _{N\to \infty }{\frac {1}{2N+1}}\sum _{m=-N}^{N}x^{*}[m]\ y[n+m]}
La correlazione incrociata è simile per natura alla convoluzione tra due segnali. A differenza della convoluzione, che comporta l'inversione temporale di un segnale e poi lo spostamento ed il prodotto per un altro segnale, la correlazione comporta solamente lo spostamento ed il prodotto.

### Proprietà
- La correlazione incrociata dei segnali x(t) e y(t) è equivalente alla convoluzione di x *(−t) e y(t):

{\displaystyle x\star y=(t\mapsto x^{*}(-t))*y.}
- Analogamente al teorema della convoluzione, la correlazione incrociata soddisfa la proprietà:

{\displaystyle {\mathcal {F}}\{x\star y\}=({\mathcal {F}}\{x\})^{*}\cdot {\mathcal {F}}\{y\},}
in cui {\displaystyle {\mathcal {F}}} denota la trasformata di Fourier.
- La correlazione incrociata ha come trasformata di Fourier la densità spettrale (vedere il Teorema di Wiener-Chinčin).
- La correlazione incrociata della convoluzione tra x e z con una funzione y è la convoluzione della correlazione di x e y con il nucleo z:

{\displaystyle (x*z)\star y=z(-)*(x\star y)}
- Se {\displaystyle X} ed {\displaystyle Y} sono due variabili aleatorie statisticamente indipendenti con densità di probabilità f e g, rispettivamente, allora la densità di probabilità della differenza {\displaystyle X-Y} è data dalla correlazione incrociata f {\displaystyle \star } g. Al contrario, la convoluzione f {\displaystyle *} g dà la densità di probabilità della somma {\displaystyle X+Y}.

## Autocorrelazione
Un'autocorrelazione è la correlazione incrociata di un segnale con se stesso,
Per un segnale di energia finita x l'autocorrelazione è definita come:
{\displaystyle R_{x}(t){\stackrel {\mathrm {def} }{=}}\int _{-\infty }^{\infty }x^{*}(\tau )\ x(t+\tau )\,d\tau }
in cui x * denota il complesso coniugato di x.
Per una sequenza tempo-discreto, l'autocorrelazione è definita come:
{\displaystyle R_{x}[n]{\stackrel {\mathrm {def} }{=}}\sum _{m=-\infty }^{\infty }x^{*}[m]\ x[n+m]}
Similmente, nel caso di segnali a potenza finita, si può scrivere:
{\displaystyle R_{x}(t){\stackrel {\mathrm {def} }{=}}\lim _{T\to \infty }{\frac {1}{T}}\int _{-{\frac {T}{2}}}^{\frac {T}{2}}x^{*}(\tau )\ x(t+\tau )\,d\tau }
e per sequenze di potenza finita:
{\displaystyle R_{x}[n]{\stackrel {\mathrm {def} }{=}}\lim _{N\to \infty }{\frac {1}{2N+1}}\sum _{m=-N}^{N}x^{*}[m]\ x[n+m]}
Il suo utilizzo ad esempio è quello di verificare eventuali pattern di periodicità del segnale x(t), in tal caso infatti anche la correlazione presenta periodicità pari ad un certo valore del parametro di traslazione.

## Proprietà dell'autocorrelazione
- L'autocorrelazione ha sempre un picco nell'origine.

- L'autocorrelazione di un segnale è una funzione a simmetria hermitiana, {\displaystyle R_{x}^{*}(t)=R_{x}(-t)}, infatti

{\displaystyle {\begin{aligned}R_{x}^{*}(t)&=\int _{-\infty }^{\infty }\left[x^{*}(\tau )\ x(t+\tau )\,d\tau \right]^{*}\\&=\int _{-\infty }^{\infty }x(\tau )\ x^{*}(t+\tau )\,d\tau \\&=\int _{-\infty }^{\infty }x^{*}(\tau ')\ x(\tau '-t)\,d\tau '\\&=\int _{-\infty }^{\infty }x^{*}(\tau ')\ x(\tau '+(-t))\,d\tau '\\&=R_{x}(-t)\\\end{aligned}}}
dove è stata utilizzata l'identità {\displaystyle t+\tau =\tau '}.
- L'autocorrelazione di un segnale interamente reale è pari in quanto la simmetria hermitiana differisce dalla parità per il coniugato, ma esso sui reali coincide con il numero stesso.

- Il valore assunto nell’origine coincide con l’energia del segnale:

{\displaystyle R_{x}(0)=\int _{-\infty }^{\infty }x^{*}(\tau )\ x(0+\tau )\,d\tau =\int _{-\infty }^{\infty }x^{*}(\tau )\ x(\tau )\,d\tau =\int _{-\infty }^{\infty }|x(\tau )|^{2}\,d\tau =E_{x}}.

## Relazione tra correlazione e convoluzione
Si ricorda che la convoluzione tra due segnali {\displaystyle x(t)} e {\displaystyle y(t)}, reali o complessi, indicata simbolicamente come:
{\displaystyle x(t)*y(t)}
è data indifferentemente dalle due espressioni:
{\displaystyle \int _{-\infty }^{+\infty }x(t)y(\tau -t)\ dt}
e
{\displaystyle \int _{-\infty }^{+\infty }x(\tau -t)y(t)\ dt},
dalla prima si passa alla seconda con un semplice cambio di variabile.
L'operatore di correlazione e quello di convoluzione sono legati dalla relazione
{\displaystyle R_{xy}(t)=x(t)*y^{*}(-t)},
infatti
{\displaystyle x(t)*y^{*}(-t)=\int _{-\infty }^{+\infty }x(\tau )y^{*}(-(t-\tau ))\ d\tau =\int _{-\infty }^{+\infty }x(\tau )y^{*}(\tau -t)\ d\tau =\int _{-\infty }^{+\infty }x(\tau +t)y^{*}(\tau )\ d\tau =R_{xy}(t)}.